# Kafr Kara
Kafr Kara (hebr. כפר קרע; arab. كفر قرع; ang. Kafr Qara) – arabski samorząd lokalny położony w dystrykcie Hajfa, w Izraelu.

## Położenie
Leży na południe od masywu Góry Karmel, w otoczeniu miasta Barta'a, miasteczek Binjamina-Giwat Ada, Basma, Arara, kibuców Barkaj, Kefar Glikson, Regawim i Galed, oraz moszawu En Iron. Na północ od miasteczka znajduje się wojskowa baza szkoleniowa Sił Obronnych Izraela.

## Historia
29 listopada 1947 roku Zgromadzenie Ogólne Organizacji Narodów Zjednoczonych przyjęło Rezolucję nr 181 o podziale Palestyny na dwa państwa: żydowskie i arabskie. Na mocy tej rezolucji wioska Kafr Kara miała znaleźć się w państwie arabskim, jednak podczas wojny o niepodległość w 1948 roku wojska izraelskie opanowały całą okolicę. Po zawarciu rozejmu, wioska znalazła się na terytoriach przyznanych państwu Izrael.

## Demografia
Zgodnie z danymi Izraelskiego Centrum Danych Statystycznych w 2008 roku w osadzie żyło 15 tys. mieszkańców, wszyscy Arabowie.
Populacja osady pod względem wieku (dane z 2006):
| Wiek (w latach) | Procent populacji w % |
| --------------- | --------------------- |
| 0-4             | 12,0%                 |
| 5-9             | 12,4%                 |
| 10-14           | 12,4%                 |
| 15-19           | 10,3%                 |
| 20-29           | 16,4%                 |
| 30-44           | 20,1%                 |
| 45-59           | 11,2%                 |
| ponad 60        | 5,3%                  |

Źródło danych: Central Bureau of Statistics.

## Edukacja
W miejscowości znajduje się 5 szkół podstawowych i 3 szkoły średnie. Wśród tutejszych szkół są między innymi Al-Hilal, Makif oraz szkoła technologiczna Na'amt.
W 2008 roku młodzież tutejszej arabsko-żydowskiej szkoły nakręciła film pt. „Bridge over the Wadi”, który zyskał międzynarodową popularność.

## Gospodarka
Gospodarka miejscowości opiera się na rolnictwie i hodowli drzewek oliwnych.

## Transport
Na zachód od miasteczka przebiega autostrada nr 6, brak jednak możliwości bezpośredniego wjazdu na nią. Z miasteczka wyjeżdża się na południe na drogę ekspresową nr 65.